# شهرستان شیایی
شهرستان شیایی (به لاتین: Xiayi County) یک شهرستان‌های جمهوری خلق چین در چین است که در شانگکیو واقع شده‌است.